# Pizidija
Pizidija je povijesna regija u Maloj Aziji smještena sjeverno od Licije, a graničila je s Karijom, Lidijom, Frigijom i Pamfilijom. Teritorij joj približno odgovara današnjoj provinciji Antalya u Turskoj). Među najvažnijim pizidijskim naseljima su Termessus, Selge, Kremna, Sagalassos, Etenna, Antiohija, Neapolis, Tirijak, Laodiceia Katakekaumene i Filomelij.

## Zemljopis
Iako blizu Sredozemlja, toplu klimu s juga priječi Taursko gorje. Zbog klime nema stabala, ali poljoprivredne kulture uspijevaju zahvaljujući vodi s planina te oborina kojih je u prosjeku 1000 mm na vrhovima i 500 mm na obroncima. Ta voda se slijeva u visoravni. To su iskoristili pizidijski gradovi, uglavnom sagrađeni na obroncima. Navodnjavano zemljište je pogodno za uzgoj voća i stoke.

## Poznate osobe
- Georgije Pisida

## Vanjske poveznice
- Termessos on the Web  Arhivirana inačica izvorne stranice od 13. ožujka 2006. (Wayback Machine), comprehensive guide to the striking Pisidian city
- Sagalassos on the Web  Arhivirana inačica izvorne stranice od 18. listopada 2017. (Wayback Machine), comprehensive guide to the striking Pisidian city
- Termessos Guide and Photo Album  Arhivirana inačica izvorne stranice od 5. svibnja 2010. (Wayback Machine)
- Sagalassos Guide and Photo Album  Arhivirana inačica izvorne stranice od 26. listopada 2020. (Wayback Machine)